# Аккендорф
Аккендорф (нем. Ackendorf) — община в составе Германии, в земле Саксония-Анхальт. 
Входит в состав района Оре. Подчиняется управлению Хоэ Бёрде.  Население составляет 418 человек (на 31 декабря 2006 года). Занимает площадь 6,94 км².